# Aleksander Serwacy Niedbalski
Aleksander Serwacy Niedbalski (ur. 13 maja 1895 w Drążgowie, zm. 14 marca 1941 w KL Auschwitz) – polski nauczyciel, działacz niepodległościowy i społeczny, poseł do Sejmu Ustawodawczego II RP i Sejmu I kadencji II RP.

## Życiorys

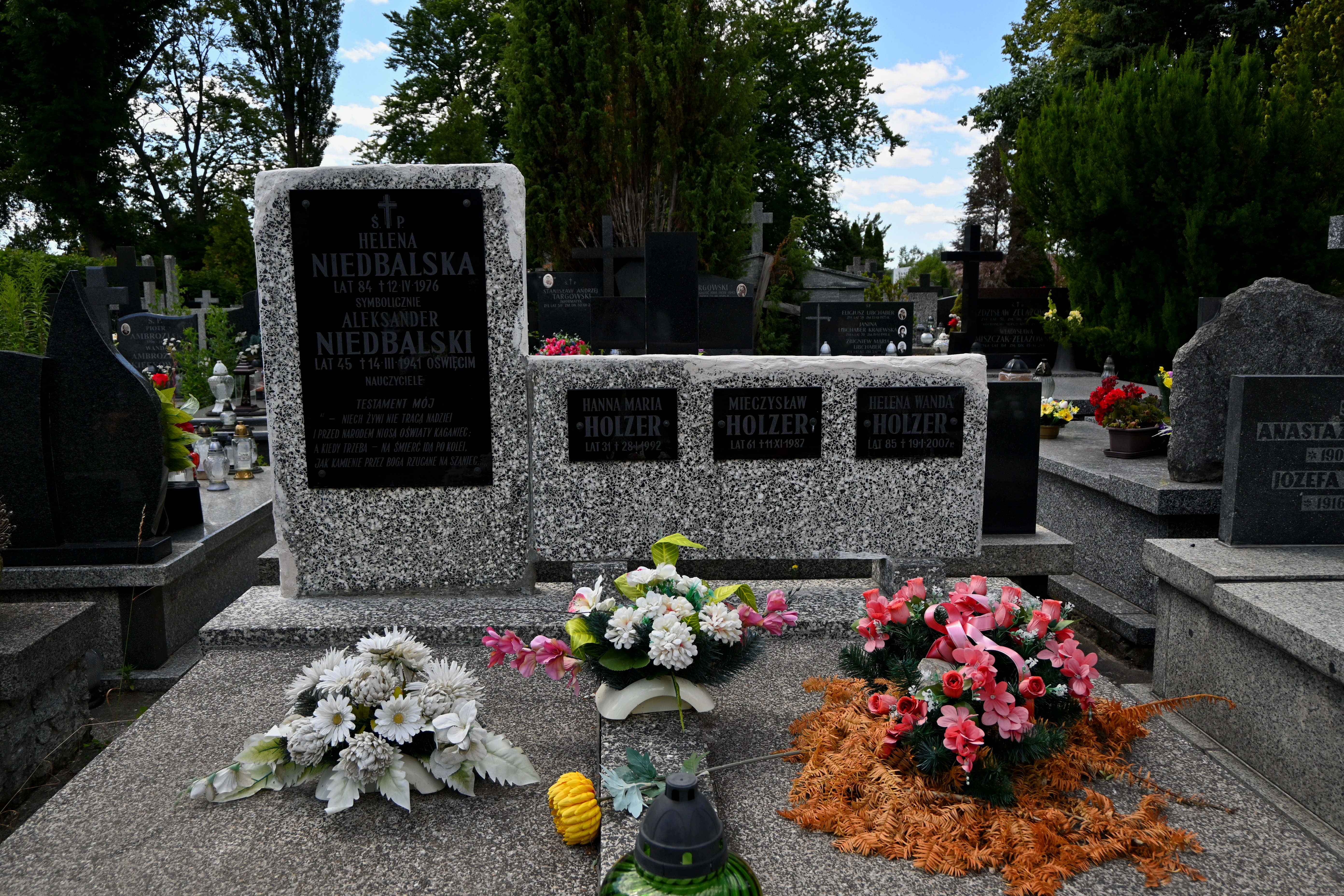
Symboliczny grób Aleksandra Serwacego Niedbalskiego na Cmentarzu w Pyrach

Urodził się w rodzinie chłopskiej Aleksandra i Katarzyny z domu Bartyś. Po ukończeniu w 1910 szkoły złożył egzamin i został przyjęty na Warszawskie kursy Pedagogiczne Polskiej Macierzy Szkolnej, a następnie studiował w Warszawie na Wydziale Humanistycznym Towarzystwa Kursów Naukowych. Równolegle ze studiami podjął tajną działalność niepodległościową, oświatową i publicystyczną. Już w szkole powszechnej uczestniczył w strajku szkolnym w 1905 roku. W Warszawie był członkiem Polskich Drużyn Strzeleckich, a następnie Polskiej Organizacji Wojskowej, związał się również z konspiracyjnym ruchem nauczycielskim i chłopskim. Na polecenie Towarzystw Ochrony Chełmszczyzny organizował na Podlasiu nielegalne szkoły polskie i oddziały ochotniczej straży pożarnej. 13 kwietnia 1915 został aresztowany i skazany na zesłanie do Tobolska na Syberii. Podczas ewakuacji więźniów na wschód, zbiegł z transportu 20 lipca 1915 r. Od 1916 podejmuje prace nauczycielską w Siedlcach. Uczy początkowo w szkole powszechnej, później w gimnazjum kontynuując też działalność niepodległościową. We wrześniu 1918 zostaje ponownie aresztowany i uzyskuje wolność równocześnie z odzyskaniem przez Polskę niepodległości. Nie rezygnuje z pracy nauczycielskiej, ale więcej czasy poświęca sprawom społecznym i politycznym. Organizuje w Siedlcach Oddział Towarzystwa Nauczycielskiego Szkół Średnich i Wyższych oraz Okręgowy Związek Straży Pożarnej. Jego zasługą było również utworzenie na Podlasiu Polskiego Stronnictwa Ludowego ,,Wyzwolenie" i uruchomienie pisma Stronnictwa ,,Ludowiec". W 1919 r. Niedbalski rezygnuje z pracy nauczycielskiej. Wtedy już był zastępcą członka Zarządu Głównego PSL ,,Wyzwolenie" oraz kandydował na posła do Sejmu. Uzyskał mandat poselski z okręgu siedleckiego 10 maja 1920 po zrzeczeniu się mandatu przez posła Szczepana Ciekota. Zasiadał w komisjach: konstytucyjnej, wojskowej, oświatowej oraz był członkiem podkomisji do badania osadnictwa wojskowego. Wybrany ponownie do Sejmu w 1922 piastował stanowisko sekretarza Sejmu I kadencji, był członkiem komisji: konstytucyjnej i spraw zagranicznych. Przewrót majowy 1926 roku i zmiana układu sił politycznych w Polsce, spowodowały, że PSL ,,Piast" przeszedł do opozycji a Niedbalski w wyborach przeprowadzonych w 1928 utracił mandat poselski. Od 1928 poświęcił się głównie pracy pedagogicznej, w latach 1928-1932 uczył w Szkole Rolniczej w Starej Wsi koło Siedlec. 13 lutego 1933 r. Ministerstwo Wyznań Religijnych i Oświecenie Publicznego mianowało Niedbalskiego dyrektorem Powiatowej Szkoły Rolniczej w Wacynie koło Radomia. Szkołą kierował ponad 6 lat, ale ten krótki czas wystarczył by Wacyn stał się jednym z najbardziej znanych ośrodków oświaty rolniczej w Polsce. W 1938 objął funkcję prezesa w Zarządu Komisji Nauczycielstwa Szkolnictwa Rolniczego. Po wybuchu II wojny w październiku 1939 otrzymał od władz okupacyjnych zwolnienie z zajmowanego stanowiska dyrektora szkoły w Wacynie, podjął pracę w Spółdzielni Rolniczo-Handlowej w Radomiu. Pozostawał w łączności z byłym marszałkiem Sejmu Maciejem Ratajem. 21 stycznia 1941 aresztowany przez gestapo w Radomiu za działalność konspiracyjną, następnie przewieziony wraz z innymi więźniami do Skarżyska Kamiennej, gdzie był przez miesiąc przesłuchiwany i torturowany. 24 lutego 1941 wysłany i osadzony w obozie koncentracyjnym w Auschwitz (nr obozowy 10507), gdzie zginął 14 marca 1941.

## Odznaczenia
- Złoty Krzyż Zasługi – 1930 z okazji 10-lecia Niepodległości
- Złoty Krzyż Zasługi – 1932 za działalność na polu pożarnictwa
- Złoty Medal „Za Zasługi dla Pożarnictwa” – 1933 za 20 lat służby w OSP
- Medal Niepodległości – 1937
- Odznaka Pamiątkowa Więźniów Ideowych